# Boeing X-50
Boeing X-50A Dragonfly (укр. Бо́їнг ікс-п'ятдеся́т) — експериментальний БПЛА.
Boeing X-50 розроблений спільно компаніями Boeing і DARPA, з оплатою кожною зі сторін половини витрат на розробку. У 2003 р. провів успішний випробувальний політ. Призначений для проведення досліджень. Після низки аварій, які погубили апарати, в компанії DARPA фінансування програми припинили.

## Тактико-технічні характеристики
- Розмах крила - 3,65 м
- Довжина - 5,4 м